# Eustorge de Scorailles
Eustorge de Scorailles, homme d'Église français, fut évêque de Limoges.

## Biographie

### Carrière ecclésiastique
Pendant son pontificat, il eut à s'opposer à Guillaume, comte de Poitiers, qui l'emprisonna. Il fut libéré par Gauzbert, abbé d'Uzerches. Il est enterré dans l'abbaye Saint-Augustin-lès-Limoges
.
En 1128, Eustorge de Scorailles et Amblard, abbé de Saint-Martial de Limoges font jurer la paix à Adhémar vicomte de Limoges et à Gaucelin de Pierre-Buffière, qui se faisaient la guerre. Amblard et l'évêque de Limoges Eustorge participent au concile de Pise de 1135.